# Debenham Peak
Der Debenham Peak ist ein 1140 m hoher Berg im ostantarktischen Enderbyland. In den Scott Mountains ragt er südlich der Amundsenbucht und 13 km östlich des Mount Cronus auf.
Teilnehmer der British Australian and New Zealand Antarctic Research Expedition (1929–1931) unter der Leitung des australischen Polarforschers Douglas Mawson entdeckten ihn im Januar 1930. Mawson benannte den Berg nach seinem Landsmann und Kollegen Frank Debenham (1883–1965). Die genaue geografische Position des Berges wurde zwischen 1954 und 1958 im Rahmen der Australian National Antarctic Research Expeditions bestimmt.